# Дара, Энцо
Энцо Дара (итал. Enzo Dara; 13 октября 1938, Мантуя — 25 августа 2017, Мантуя) — итальянский оперный певец, бас-буффо. Известен как выдающийся исполнитель комических ролей, преимущественно в операх Россини. Обладал природным комедийным даром, исключительной скоростью и чёткостью речи, отлично владел техникой бельканто.

## Творческая карьера
Профессиональную деятельность начинал на журналистском поприще. Учился вокалу у Бруно Сутти в Мантуе. Дебютировал в роли Коллена в опере Пуччини «Богема» в 1960 году в Фано.
В 1966 году в Реджо-нель-Эмилия исполнил роль Дулькамары в «Любовном напитке» Доницетти, в 1967 на фестивале в Сполето пел дона Бартоло в «Севильском цирюльнике» Россини, с этой партией дебютировал в Ла Скала в 1970 году под управлением Клаудио Аббадо. В 1976 в Ковент-Гардене вышел в роли Дандини («Золушка» Россини). В Метрополитен-опера дебютировал в 1982 году в роли Бартоло.
Партию доктора Бартоло, лучшую свою роль, Дара исполнил более четырёхсот раз за всю карьеру, в том числе 41 раз в Метрополитен-опера. Среди других ролей также Таддео(«Итальянка в Алжире» Россини), дон Маньифико («Золушка»), дон Паскуале («Дон Паскуале» Доницетти), Гауденцио («Синьор Брускино» Россини).
Выступал с выдающимися оперными певцами, такими, как Сэмюэль Рэйми, Паоло Монтарсоло, Лео Нуччи, Луиджи Альва, Герман Прей, Лучано Паваротти, Тереза Берганца, Лючия Валентини-Террани, Мэрилин Хорн, Кэтлин Бэттл, Чечилия Бартоли и другие.
После завершения вокальной карьеры осуществил ряд оперных постановок в качестве режиссёра. В 1992 удостоен приза Доницетти на фестивале Доницетти в Бергамо. Написал несколько книг, в том числе мемуары «Anche il buffo nel suo piccolo» (1994).
Среди записей партии Бартоло (дир. Аббадо, Deutsche Grammophon), Дулькамары (дир. Ливайн, Deutsche Grammophon).

## Видеография
- Россини, «Севильский цирюльник» — Прей, Берганца, Альва, Дара, Монтарсоло; дир. Б. Бартолетти (фильм-опера Эрнста Вильда, Deutsche Grammophon, 1974)
- Доницетти, «Гувернёр в затруднении» (итал. L’ajo nell’imbarazzo) — Барбачини, Корбелли, Дара, Серра; Театр Реджо, дир. Б. Кампанелла (Hardy Classics, 1984)
- Россини, «Севильский цирюльник» — Нуччи, Бэттл, Блейк, Дара, Фурланетто; Метрополитен-опера, дир. Р. Вайкерт (Deutsche Grammophon)
- Доницетти, «Любовный напиток» — Бэттл, Дара, Паваротти, Понс; Метрополитен-опера, дир. Дж. Ливайн (Deutsche Grammophon, 1991)
- Россини, «Золушка» — Бартоли, Корбелли, Дара, Хименес, Пертузи; Хьюстон-Гранд-Опера, дир. Б. Кампанелла (Decca Classics, 2001)
- Россини, «Путешествие в Реймс» — Одена, Байо, Брос, Кантареро, Дара, де ла Мерсед, Орфила, Расмуссен, Тарвер, Уливьери; Лисео, дир. Х. Лопес-Кобос (TDK, 2003)